# جهاز صحي

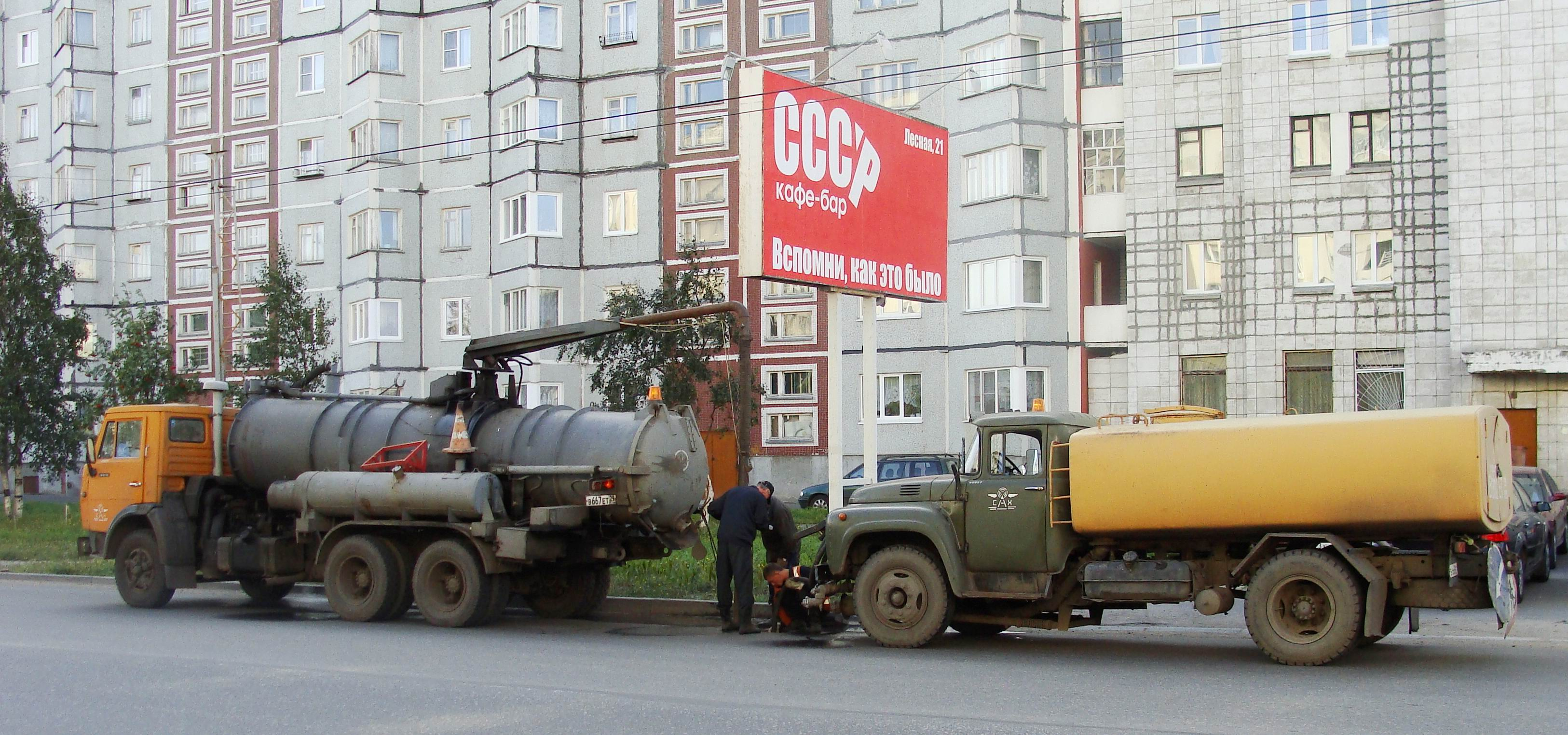

يقضد بالأجهزة الصحية(Plumbing Fixtures)، كافة التجهيزات المثبتة التي تستخدم فيها المياه إما لشطف المواد القذرة أو للتنظيف أو لأغراض الطبخ والشرب.

## أقسام التجهيزات الصحية
تنقسم الأجهزة الصحية إلى مجموعتين:

### المجموعة الأولى
أجهزة استقبال الفضلات وتشمل:
- المراحيض (WC)
- المباول (URINALS)
- البيديه وأمثالها. (BIDET)

وتتصل هذه الأجهزة بماسورة لا تقل عن 4 بوصة وتنتهي بكوع ثم غرفة تفتيش قبل أن تصب في الشبكة العمومية.

### المجموعة الثانية
تضم أجهزة استقبال مياه التنظيف والغسيل وتشمل:
- أحواض الغسيل (Lavatories)
- البانيوهات (bathtub)
- حوض المطبخ (Kitchen Sink)
- الادشاش (Shower)
- الحنفيات والصنابير والخلاطات
- الجاكوزي
- حوض غسيل الملابس Laundry Tub
- نافورة الشرب Drinking Fountain

وتتصل بماسورة يُفضّل ألأن تكون أقل من 4 بوصة وتنتهي غالبا ب(غاليتراب) قبل وصلها بالشبكة العمومية.

## المواد التي تصنع منها الأجهزة الصحية
تصنع الأجهزة الصحية عادة من إحدى المواد التالية:
- خزف
- الحديد المقاوم للصدأ (ستانلس ستيل)
- البلاستيك المقوى
- الألياف الزجاجية